# Uracanthus pallens
Uracanthus pallens är en skalbaggsart som beskrevs av Hope 1841. Uracanthus pallens ingår i släktet Uracanthus och familjen långhorningar. Inga underarter finns listade i Catalogue of Life.